# MLS Cup 2005
De MLS Cup 2005 was de voetbal kampioenschapswedstrijd van het MLS Seizoen 2005. Deze wedstrijd werd gespeeld op 13 november 2005 en stond onder leiding van scheidsrechter Kevin Stott. Los Angeles Galaxy won voor de tweede keer de MLS Cup door New England Revolution met 1-0 te verslaan.

## Stadion
Het Pizza Hut Park, de thuishaven van FC Dallas, heeft de MLS Cup 2005 georganiseerd, dit was de eerste keer dat het stadion werd gebruikt voor de finale van de MLS.